# Violet Wand

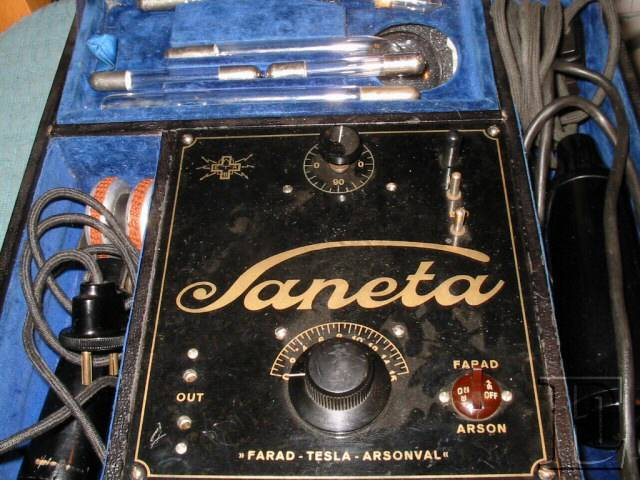
Glas-Sonde und Gehäuse mit Tesla-Transformator

Ein Violet Wand (engl. violetter Stab, Violettstab) ist ein teilweise auf dem Tesla-Transformator basierendes Gerät zur Verabreichung hochfrequenter Wechselströme mit sehr hoher Spannung und niedriger Stromstärke. Die zum Teil umstrittenen Apparate wurden unter verschiedensten Handelsnamen vertrieben und seit Anfang des zwanzigsten Jahrhunderts im Rahmen der seinerzeit propagierten Hochfrequenztherapie eingesetzt.
Seit den 1990er Jahren werden die Geräte auch zur erotischen Elektrostimulation verwendet.
Die Anwendung verursacht bei Abstand zur Haut leichte Elektroschocks, bei Hautkontakt ein wärmendes Gefühl.

## Geschichte

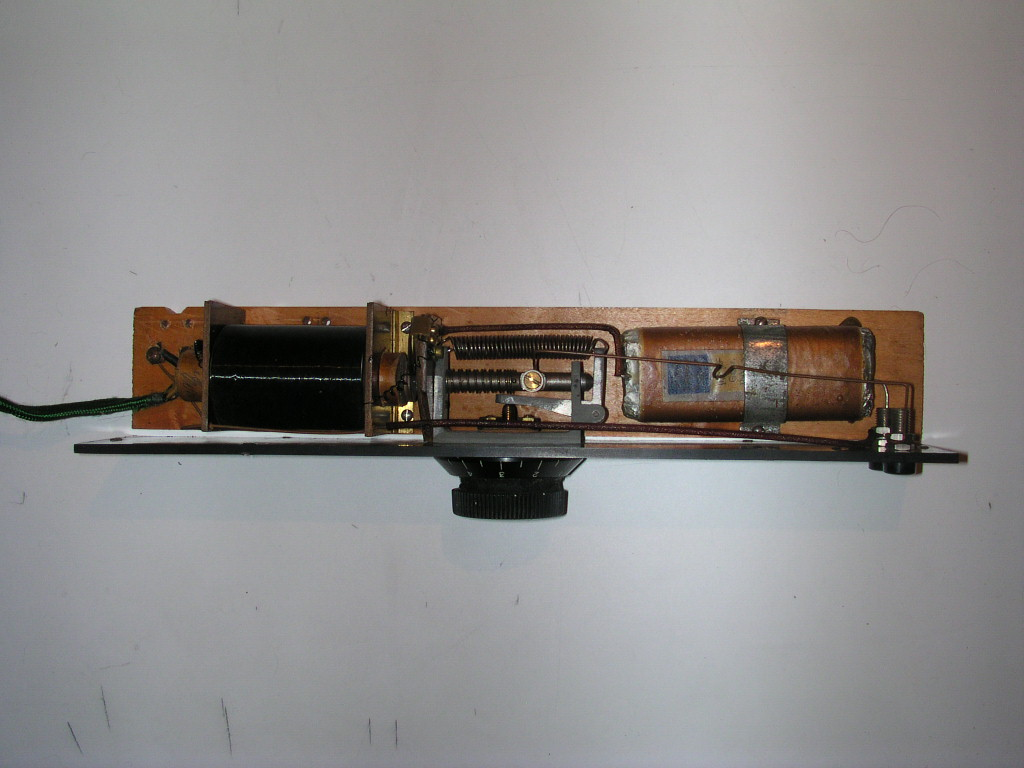
Innenleben eines Gerätes mit Wagnerschem Hammer, einer Art Zündspule (links) und einem Kondensator (rechts). Mit der Stellschraube kann über den Abstand des Magnetankers die Stromaufnahme eingestellt werden.

Violet Wands wurden Anfang des 20. Jahrhunderts ursprünglich von Nikola Tesla entwickelt und verkauft. In Folge begannen mehrere andere Anbieter, das Design zu kopieren und fortzuentwickeln. Tesla ging gegen diese Kopien jedoch nicht vor.
Violet Wands sind bei Sammlern historischer Technik als Sammlerstücke und aufgrund ihres ästhetischen Erscheinungsbildes begehrt.

## Aufbau und Funktion

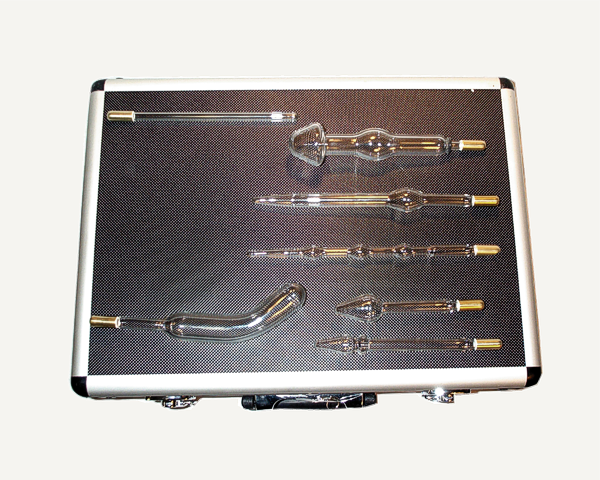
Verschiedene Elektrodenformen

Ein Violet Wand besteht zum Beispiel aus einem aus Kunststoff gefertigten Handgriff mit Schalter und Netzkabel. Die Intensität wird über eine Stellschraube und den Abstand des Magnetankers des Wagnerschen Hammer verändert. Die elektrische Schaltung besteht aus ein bis zwei Spulen und einem Kondensator.
Bei Geräten mit zwei Spulen dient die eine als Elektromagnet für einen Schaltkontakt an einem Magnetanker; über sie wird ein Kondensator aufgeladen. Sobald kein Strom mehr fließt, fällt der Anker ab, schließt den Kontakt und entlädt den Kondensator in eine zweite Spule, die wie eine Zündspule aufgebaut ist. Vorn am Griff ist eine am Hochspannungsausgang der Zündspule angeschlossene Kontakthülse, in die eine Elektrode eingefügt werden kann. Zur elektrischen Sicherheit ist das Gerät teilweise über einen Trenntransformator angeschlossen.
Geräte mit nur einer Spule enthalten eine Zündspule, die zugleich den Magnetanker bedient.
Die Hochspannung bzw. die Hochfrequenz entstehen durch einen Resonanztransformator, dessen Eigenresonanz sich aus Zündspule, Kondensator und auch der externen Last ergibt. Es handelt sich um gedämpfte Schwingungen mit einigen hundert Kilohertz und Spannungen im bis zu zweistelligen Kilovoltbereich. Das Prinzip ähnelt sowohl den Impuls-Teslatransformatoren als auch der Zündspule im Auto bei Kondensatorzündung.

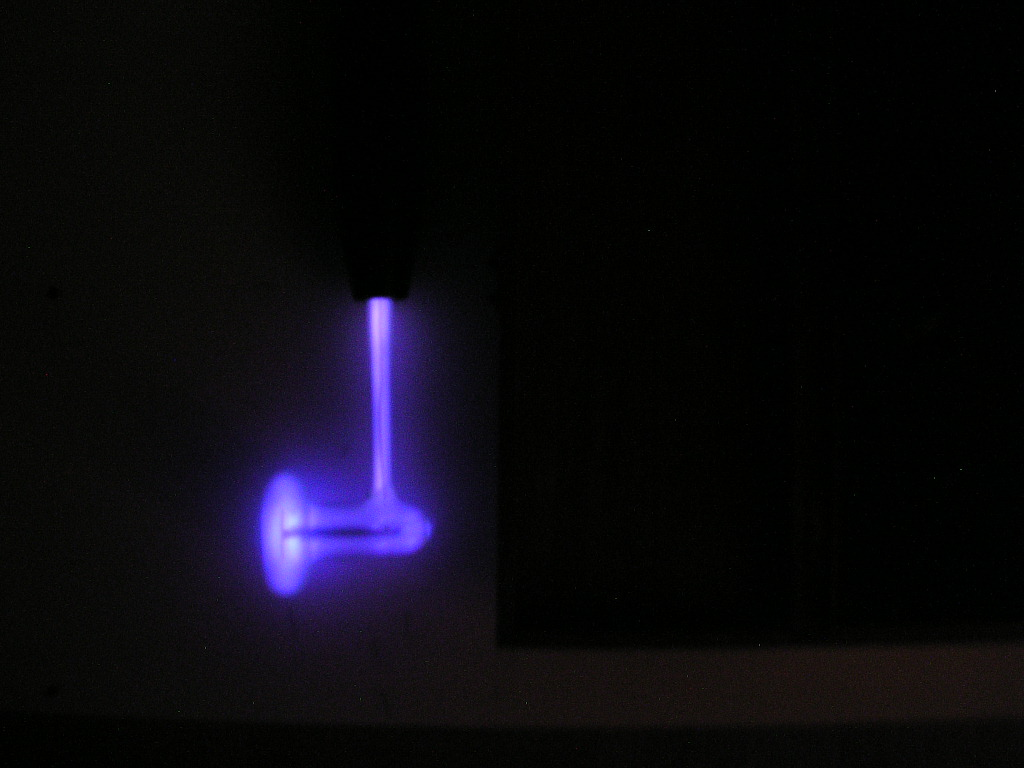
Glas-Sonde mit violett leuchtendem Argon

Eine Violettstabelektrode besteht zumeist aus einem hermetisch geschlossenen gasgefüllten Glasgefäß. Das Gas bzw. Gasgemisch, das bei Benutzung des Gerätes in Form einer Glimmentladung leuchtet, bestimmt die Farbe, die Gestalt der Entladung wird auch durch den Innendruck bestimmt, siehe Geißlersche Röhre. Üblich sind Violett, Rot, Gelb, Blau oder Pink. Die Glaselektroden haben unterschiedliche Formen und Größen, zum Beispiel Kugeln, Birnen, Pilze, Schlangen, Kämme oder auch penisähnliche Formen. Die Glaselektroden haben eine metallische Kontaktstelle, die man direkt in die Kontakthülse des Handgriffs einstecken kann.
Die Verwendung rein metallischer Elektroden (zumeist in Form medizinischer Sonden) verstärkt die Wirkung beträchtlich, mitunter werden Konstruktionen auf Basis von Aluminiumfolie in Streifenform verwendet.

## Sicherheit
Die Verwendung von Violet Wands durch Träger von Herzschrittmachern, Insulinpumpen oder anderen elektrisch betriebenen Implantaten kann gefährlich sein. Menschen mit Herzstörungen jeglicher Art oder Nervenschäden sollten Violettstäbe nicht benutzen. Schleimhäute und insbesondere die Augen sind besonders gefährdet. Bei längerer Verwendung an der gleichen Körperstelle kann es zu Rötungen und Verbrennungen des Gewebes kommen. Die Funken können brennbare Flüssigkeiten entzünden. Die Geräte sind häufig nicht netzgetrennt, ein Berühren der Kontakthülse kann daher lebensgefährlich sein. Manche Geräte sind für (sichereren) Batteriebetrieb. Es besteht Verletzungsgefahr bei zerbrochenen Glaselektroden.
Violet Wands erzeugen geringe Mengen ultravioletten Lichtes. Sie werden daher auch Ultraviolettstäbe genannt. Die im Inneren erzeugte UV-Strahlung wird weitgehend durch die Glaswand absorbiert und kann so keinen Sonnenbrand auf der Haut verursachen. Durch externe Vorentladungen an den Glaselektroden bilden sich geringe Mengen an Ozon und Stickoxiden, sodass Ozon-Geruch entsteht.